# Erik Magnusson (målare)
Nils Erik Magnusson, född 8 december 1900 i Gällivare församling, Norrbottens län, död 16 februari 1972 i Tänndalen, Tännäs församling, Jämtlands län, var en svensk målare och grafiker.
Magnusson var som konstnär autodidakt och företog flera studieresor till bland annat Island, Belgien, Frankrike och Nederländerna. Separat ställde han ut ett flertal gånger i Luleå, Skellefteå, Härnösand, Hudiksvall och Östersund. Han medverkade i samlingsutställningar med bland annat Sundsvalls konstförening och lokala konstföreningar på mindre orter. Hans konst består av modellstudier, porträtt och landskapsskildringar med fjällmotiv.